# Prospalta malayica
Prospalta malayica är en fjärilsart som beskrevs av Pieter Cornelius Tobias Snellen 1892. Prospalta malayica ingår i släktet Prospalta och familjen nattflyn. Inga underarter finns listade i Catalogue of Life.